# Eurocon
Eurocon – najważniejszy europejski konwent miłośników literatury, filmu i gier dotyczących science fiction, fantasy, mitologii, horroru, kosmonautyki i astronomii, UFO i tajemnic, historii i przyszłości. Konwent ten odbywa się co roku, w różnych miastach Europy.

## Historia
Po raz pierwszy odbył się we Włoszech w roku 1972, gdzie powołano Europejskie Stowarzyszenie Science Fiction. Poprzedzała go jednak działalność fanów SF, którzy z jednej strony korzystali z doświadczeń z USA, gdzie fandom posiada silną bazę i wiele form działalności (np. Worldcon), z drugiej zaś wydeptywała własne ścieżki.
W przeciwieństwie do USA, gdzie ze względu na wielkość rynku i istnienie studiów filmowych w Hollywood powstały organizacje profesjonalne, w Europie działalność fandomów narodowych pozostaje w płaszczyźnie działalności społecznej i nie wynagradzanej. Ruchy fanów w poszczególnych krajach wcześniej czy później przemieniły się w formy zorganizowane – fandom – ale nie doprowadziły ich do kształtu organizacji profesjonalnych z etatową administracją. Mimo to aktywni fani zorganizowali i organizują tysiące akcji kulturalnych, towarzyskich i sportowych dla innych fanów i dla osób niezrzeszonych, zwłaszcza młodzieży.
Eurocon powstał jako reakcja na potrzebę spotykania się i wymieniania doświadczeń na skalę europejską. Na Euroconach spotykają się przedstawiciele narodowych fandomów, by m.in. rozwiązać pewne kwestie organizacyjne, głosować w sprawie przyznawania nagród dla autorów z całej Europy, decydować o miejscu organizacji kolejnego Euroconu. Głosowanie przedstawicieli europejskiego fandomu w sprawie organizacji kolejnego Euroconu odbywa się z dwuletnim wyprzedzeniem. Eurocony odbywają się co roku (na początku co dwa lata) w większych miastach.

## Lista Euroconów
Źródło

- 1972 – Triest, Włochy
- 1974 – Grenoble, Francja
- 1976 – Poznań, Polska
- 1978 – Bruksela, Belgia
- 1980 – Stresa, Włochy
- 1982 – Mönchengladbach, RFN
- 1983 – Lublana, Jugosławia
- 1984 – Brighton, Anglia, Wielka Brytania
- 1986 – Zagrzeb, Jugosławia
- 1987 – Montpellier, Francja
- 1988 – Budapeszt, Węgry
- 1989 – San Marino, San Marino
- 1990 – Fayence, Francja
- 1991 – Kraków, Polska
- 1992 – Freudenstadt, Niemcy
- 1993 – Saint Helier, Jersey, Wielka Brytania
- 1994 – Timisoara, Rumunia
- 1995 – Glasgow, Szkocja, Wielka Brytania (połączony z Worldconem)
- 1996 – Wilno, Litwa
- 1997 – Dublin, Irlandia
- 1999 – Dortmund, Niemcy
- 2000 – Gdynia, Polska (połączony w Polconem i Baltconem)
- 2001 – Capidava koło Konstancy, Rumunia
- 2002 – Chotebor, Czechy
- 2003 – Turku, Finlandia
- 2004 – Płowdiw, Bułgaria
- 2005 – Glasgow, Szkocja, Wielka Brytania (połączony z Worldconem)
- 2006 – Kijów, Ukraina
- 2007 – Kopenhaga, Dania
- 2008 – Moskwa, Rosja
- 2009 – Fiuggi, Włochy
- 2010 – Cieszyn i Czeski Cieszyn, Polska i Czechy (Połączone konwenty Eurocon, Polcon, ParCon pod wspólną nazwą Tricon[3])
- 2011 – Sztokholm, Szwecja
- 2012 – Zagrzeb, Chorwacja
- 2013 – Kijów, Ukraina
- 2014 – Dublin, Irlandia
- 2015 – Petersburg, Rosja (23-26 kwietnia)[4]
- 2016 – Barcelona, Hiszpania (4-6 listopada)[5]
- 2017 – Dortmund, Niemcy (16-18 czerwca)[6]
- 2018 – Amiens, Francja (19-22 lipca)[7]
- 2019 – Belfast, Irlandia Płn., Wielka Brytania
- 2020 – Rijeka, Chorwacja
- 2021 – Fiuggi, Włochy
- 2022 – Dudelange, Luksemburg
- 2023 – Uppsala, Szwecja
- 2024 – Rotterdam, Holandia (16-19 sierpnia)

Planowane konwenty:
- 2025 – Mariehamn, Wyspy Alandzkie, Finlandia (26-29 czerwca)